# Struga

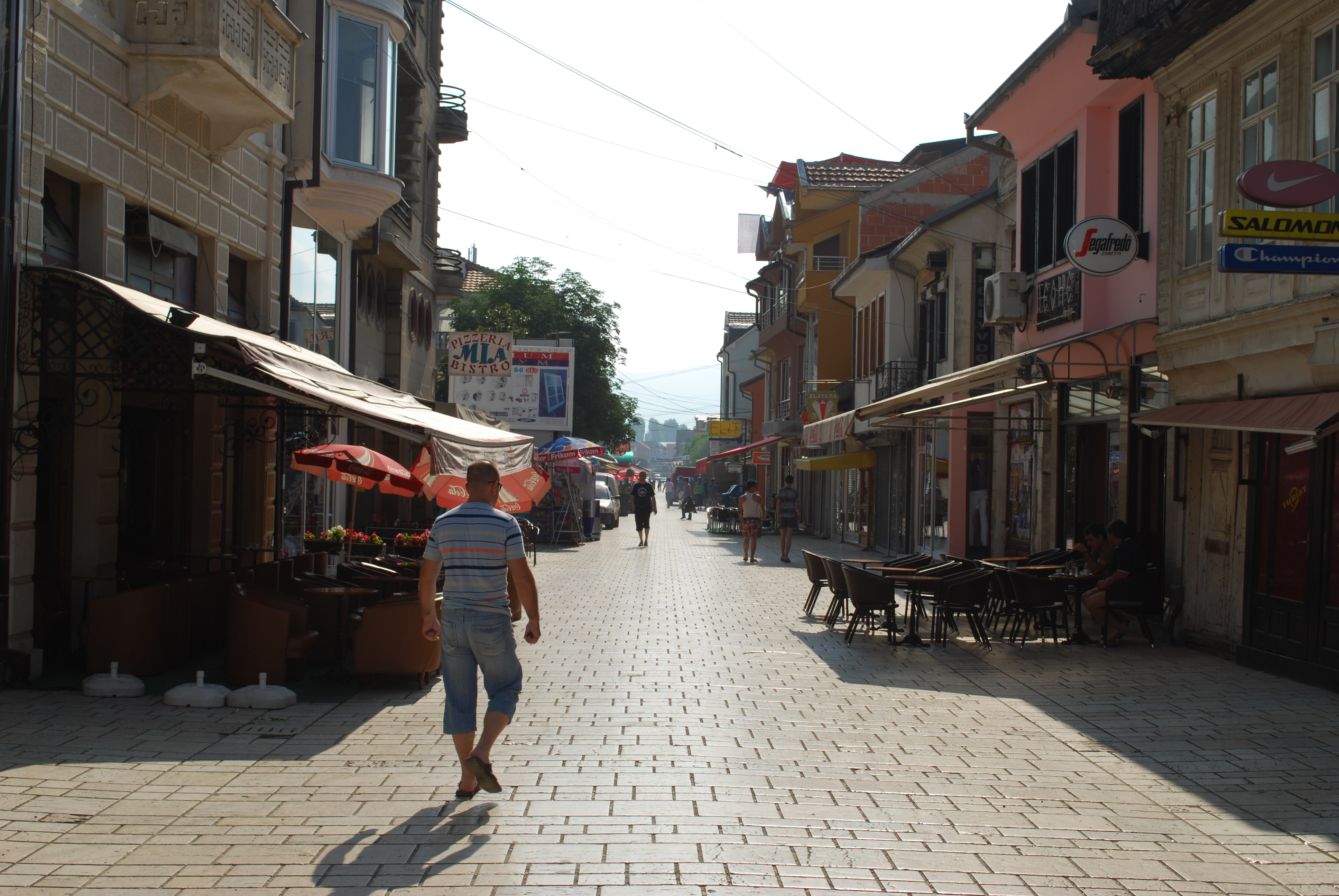
Cidade Bazaar

Struga (em albanês:  Strugë, em macedônio/macedónio:  Струга) é uma cidade e popular destino turístico situado na região sul-ocidental da Macedônia do Norte, situada na costa do Lago Ohrid. A cidade de Struga é a sede do município de Struga.